# Duds

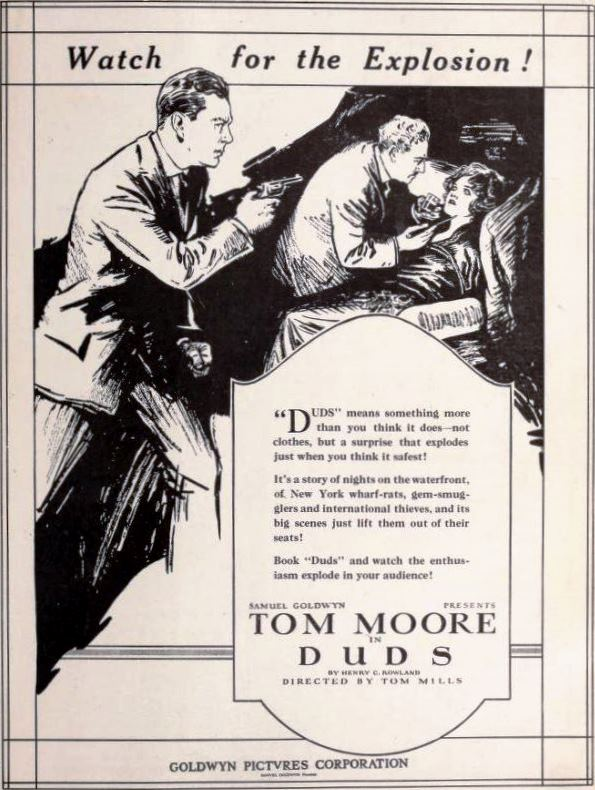
Anunci de la pel·lícula amb Tom Moore aparegut a la pàgina 99 de l'edició del 27 de març de 1920 de lExhibitors Herald.

Duds és una pel·lícula muda de misteri de la Goldwyn Pictures dirigida per Thomas R. Mills i protagonitzada per Tom Moore, Patricia Melton i Naomi Childers. Basada en la novel·la homònima de Henry C. Rowland, la pel·lícula es va estrenar el 22 de febrer de 1920. Es considera una pel·lícula perduda.

## Argument
En tornar del front de guerra, la capità Phoebe Plunkett salva Olga Karakoff d’una batuda de policies. Olga resulta ser la filla d'un ric joier que el contracte amb el propòsit de detenir uns contrabandistes de joies per poder recuperar el diamant anomenat Sultana. De fet, Plunkett està enamorat d'Olga. Durant la seva missió, coneix Patricia Melton, que diu ser una agent del Servei Secret francès que també va a la recerca del diamant. Plunkett descobreix el pare d’Olga en el refugi dels contrabandistes i sospita que està aliat amb ells per lo que vol renunciar al contracte. No obstant això, Patricia és la veritable impostora i quan descobreix que la joia està tancada en un medalló que Olga porta al coll la captura a ella i el diamant. Plunkett aconsegueix rescatar-la aconseguint el seu amor i una gran recompensa per recuperar la joia.

## Repartiment
- Tom Moore (Phoebe Plunkett)
- Naomi Childers (Olga Karakoff)
- Christine Mayo (Patricia Melton)
- Edwin Stevens (Karakoff)
- Lionel Belmore (Rosenthal)
- Edwin Wallock (Durand)
- Clarence Wilson (Jues)
- Milton Ross (Slater)
- Betty Lindley (Helen Crosby)
- Florence Deshon (marquesa)
- Jack Richardson (amic de Pat)